# Team Novo Nordisk/Saison 2014
Dieser Artikel listet Erfolge und Fahrer des Radsportteams Novo Nordisk in der Saison 2014 auf.

## Zugänge – Abgänge
| Zugänge            | Team 2013 | Abgänge          | Team 2014               |
| ------------------ | --------- | ---------------- | ----------------------- |
| Ruud Cremers       | Neoprofi  | Fabio Calabria   | Horizon Organic-Panache |
| Benjamin Dilley    | Neoprofi  | Andrea Ciacchini | Unbekannt               |
| Nicolas Lefrançois | Neoprofi  | Branden Russell  | Unbekannt               |
| Charles Planet     | Neoprofi  |                  |                         |

## Mannschaft
| Name                 | Geburtstag         | Nationalität       |              |
| -------------------- | ------------------ | ------------------ | ------------ |
| Stephen Clancy       | 19. Juli 1992      | Irland             |              |
| Paolo Cravanzola     | 10. März 1986      | Italien            |              |
| Ruud Cremers         | 3. Januar 1992     | Niederlande        |              |
| Kevin De Mesmaeker   | 24. Juli 1991      | Belgien            |              |
| Benjamin Dilley      | 18. September 1991 | Vereinigte Staaten |              |
| Joe Eldridge         | 16. Juni 1982      | Vereinigte Staaten |              |
| Joonas Henttala      | 17. September 1991 | Finnland           |              |
| Nicolas Lefrançois   | 27. April 1987     | Frankreich         |              |
| David Lozano         | 21. Dezember 1988  | Spanien            |              |
| Javier Mejías        | 30. September 1983 | Spanien            |              |
| Justin Morris        | 19. Juni 1986      | Australien         |              |
| Andrea Peron         | 28. Oktober 1988   | Italien            |              |
| Aaron Perry          | 6. November 1987   | Neuseeland         |              |
| Charles Planet       | 30. Oktober 1993   | Frankreich         |              |
| Thomas Raeymaekers   | 22. Mai 1993       | Belgien            |              |
| Martijn Verschoor    | 4. Mai 1985        | Niederlande        |              |
| Christopher Williams | 10. November 1981  | Australien         |              |
| Stagiaires           | Stagiaires         | Nationalität       | Nationalität |
| Scott Ambrose        | Scott Ambrose      | Neuseeland         |              |